# Gimmenhausen
Gimmenhausen ist ein Gemeindeteil der Gemeinde Reichling im oberbayerischen Landkreis Landsberg am Lech.

## Geografie
Das Dorf Gimmenhausen liegt circa einen Kilometer nordöstlich von Ludenhausen in einer eiszeitlichen Moränenlandschaft. Südlich des Dorfes entspringt die Windach, nördlich als Coutmillegraben der Hauser Bach.

## Geschichte
Gimmenhausen wird erstmals 1140 als „Gimmenhusen“ genannt, der Ortsname leitet sich von dem Personennamen Gimmo ab.
In der Urkunde von 1140 vermacht der Edelfreie Adalbert von Rott ein Gut in Gimmenhausen dem Kloster Rottenbuch.
Im Jahr 1696 erwirbt das Kloster Wessobrunn die Gerichtsbarkeit über seine Untertanen in Gimmenhausen.
Das Dorf war Bestandteil der Klosterhofmark Wessobrunn, 1752 werden sechs Anwesen genannt.